# Акимов, Василий Иосифович
Василий Иосифович Акимов (1 мая 1900 года, с. Мигаево Одесской области — 1 ноября 1964 года, г. Киев) — профессор, заведующий кафедрой общей хирургии педиатрического и санитарно-гигиенического факультетов Львовского государственного медицинского института (1953-1958).

## Биография
Василий Иосифович Акимов родился 1 мая 1900 года  с. Мигаево Одесской области. В 1930 году окончил медицинский факультет Одесского медицинского института (ныне Одесский национальный медицинский университет).
Место работы: хирург клиники Харьковского института усовершенствования врачей (1931-1933); хирург Кадиевского городской больницы Донецкой области (1933-1935); ассистент хирургической клиники Харьковского института усовершенствования врачей (1935-1941); ведущий хирург фронтовых госпиталей (1941-1945); доцент кафедры факультетской хирургии Львовского медицинского института (1945-50), заведующий кафедрой факультетской хирургии Ивано-Франковского медицинского института (1950-1953), заведующий кафедрой общей хирургии педиатрического и санитарно-гигиенического факультетов Львовского медицинского института (1953-1958), заведующий кафедрой хирургии № 1 Киевского института усовершенствования врачей (1958-1964).
Кандидат медицинских наук (1939), доцент (1947), доктор медицинских наук (1951), профессор (1951).
Направления научных исследований: хирургия щитовидной железы, вопросы хирургического лечения открытых повреждений грудной клетки, осложнений язвенной болезни, заболеваний желудка и двенадцатиперстной кишки; вопрос топической диагностики кровоточащих язв.
Василий Иосифович Акимов в разное время подготовил 10 кандидатов и два доктора наук. Скончался 1 ноября 1964 года в г. Киеве.

## Труды
В. И. Акимов является автором около 40 научных трудов, включая две 2 монографии.
- Клиника и диагностика хронического неспецифического тиреоидита. Хирургия, 1939;
- Риделевский зоб (канд. дисс.). Харков, 1939;
- Риделевский зоб (монография). Харков, 1940;
- Иннервация щитовидной железы (докт. дис.). Львов, 1950.